# 말하는 대로
〈말하는 대로〉는 대한민국의 유재석과 이적이 무한도전 서해안고속도로 가요제로 인해서 결성된 유닛 ‘처진 달팽이’의 노래이고, 한국의 JTBC 예능 프로그램 말하는대로는 관련없다. 등

## 개요
- 무한도전 서해안고속도로 가요제의 보너스 트랙으로 수록됐으며 2020년에는 코로나19 범유행 사태로 인해서 개최된 놀면 뭐하니? 방구석 콘서트에서 많은 시청자들의 요청으로 2020년 새로운 버전이 불렸으며 음원이 발매됐다.[1]